# Pešmerga

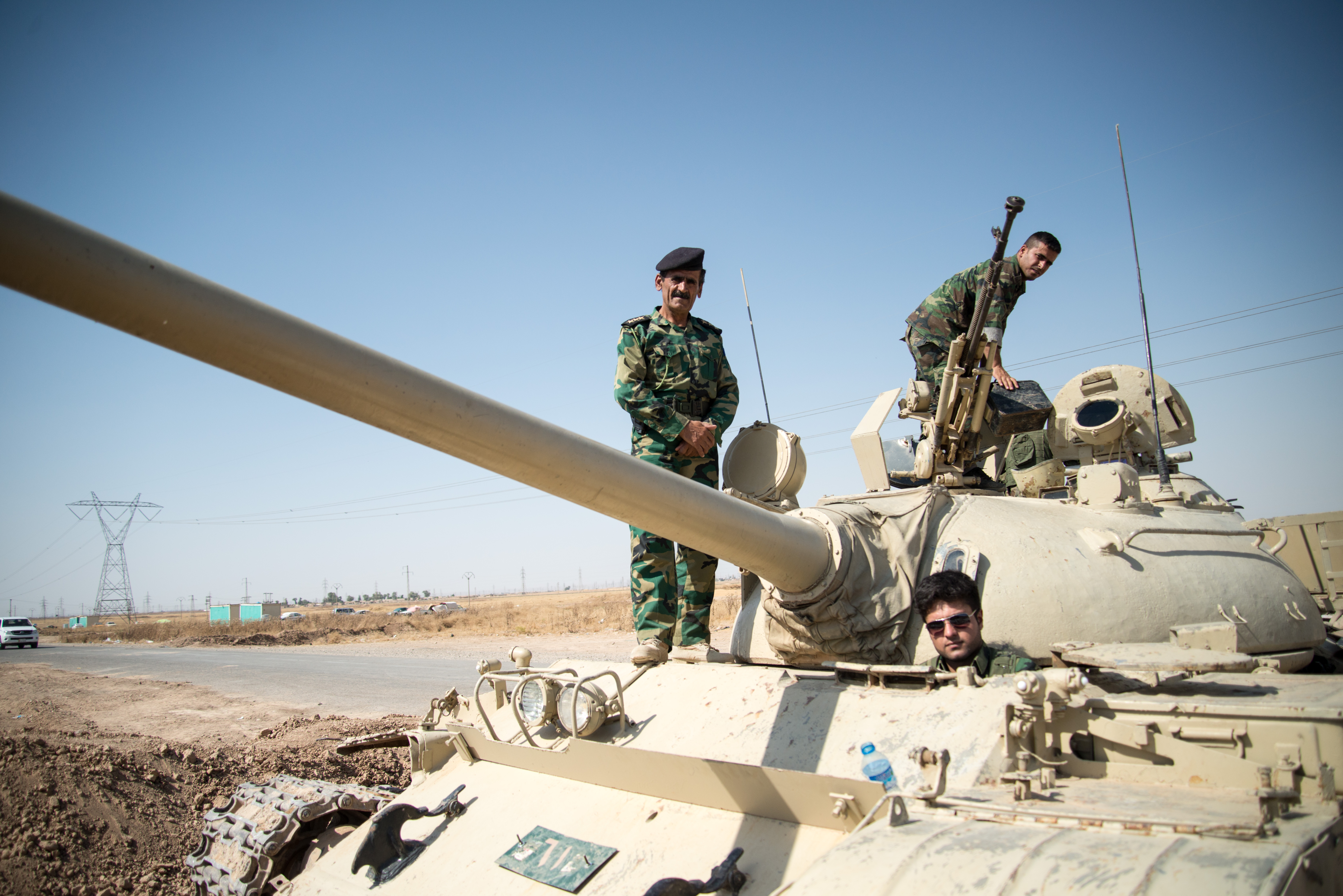
Příslušníci Pešmergy a tank T-55 ve městě Kirkúk

Pešmerga či pešmarga (kurdsky پێشمەرگە pêşmerge = na smrt jdoucí) je název kurdských ozbrojených milicí, působících jako neoficiální kurdská armáda v rámci Iráku, kde mají Kurdové rozsáhlou autonomii. Tyto síly zodpovídají za obranu území, obyvatel a institucí Iráckého Kurdistánu. Její příslušníci se označují jako pešmergové. Počátky Pešmergy sahají až do 20. let 20. století, kdy bylo na vzestupu hnutí za nezávislost Kurdistánu.
Formálním vrchním velitelem Pešmergy je prezident Iráckého Kurdistánu Nechervan Idris Barzani. Tato neoficiální kurdská armáda však nemá jednotné velení a je řízena jak Kurdskou demokratickou stranou Iráku, tak Vlasteneckou unií Kurdistánu, ačkoli obě prohlašují, že jsou loajální vůči regionální vládě Kurdistánu. Již delší dobu probíhají snahy sjednotit Pešmergu pod velením ministerstva pro záležitosti Pešmergy.
Vzhledem k tomu, že irácká armáda má zákonem zakázán vstup do regionu, je Pešmerga spolu s dalšími bezpečnostními kurdskými silami odpovědná za bezpečnost regionu. Mezi tyto síly patří Asajiš (oficiální zpravodajská agentura), Parastin u Zanyarî (pomocná zpravodajská agentura) a Zeravani (vojenská policie).
Během války v Iráku v roce 2003 hrála Pešmerga významnou roli v misi dopadnout Saddáma Husajna. V roce 2004 kurdské protiteroristické síly zachytily klíčovou postavu Al-Káidy Hassana Ghula, který odhalil totožnost kurýra Usámy bin Ládina, což nakonec vedlo k Operaci Neptunovo kopí a zabití Usámy bin Ládina.
V návaznosti na rozsáhlou ofenzívu Islámského státu proti iráckému Kurdistánu v srpnu 2014 začala Pešmerga a další kurdské síly ze sousedních zemí vést válku proti ISIS v Sýrii i Iráku.